# Cochlonema bactrosporum
Cochlonema bactrosporum är en svampart som beskrevs av Drechsler 1939. Cochlonema bactrosporum ingår i släktet Cochlonema och familjen Cochlonemataceae.   Inga underarter finns listade i Catalogue of Life.